# Jean-Noël Reynaud
Jean-Noël Reynaud es un líder empresarial francés y ex director general del grupo Marie Brizard Wine & Spirits (anteriormente Belvédère).
Fue nombrado para este cargo en mayo de 2014 para liderar la recuperación y transformación del grupo, entonces en dificultad financiera. Reynaud presentó un plan de estrategia que cambió el rumbo de la marca y logró la transformación que se necesitaba para mantener vivo un grupo icónico en el sector de las bebidas espirituosas.
Jean-Noël Reynaud proviene de una familia de industriales. Es bisnieto de François Reynaud, antiguo propietario de los jarabes Teisseire.

## Formación
Es licenciado por el Institut Supérieur de Gestion de París y también ha completado programas de formación en HEC e INSEAD.
Asimismo, colabora con la universidad de Esade de Barcelona, como Guest Lecturer.

## Carrera profesional
Jean-Noël Reynaud, que cuenta con una experiencia de más de 30 años en el sector de las bebidas espirituosas, ha desarrollado la mayor parte de su carrera en el extranjero. Comenzó su carrera en el grupo Rémy Cointreau en 1991, primero como Director de Marketing en Japón, luego, sucesivamente, como director general de las filiales del grupo en el Caribe y Polonia . A partir de 2005, recurrió a empresas especializadas en bienes de consumo: primero como director general de Lorenz-Bahlsen Snack-World en Polonia, luego como director general de Bebidas Coca-Cola en Ucrania y finalmente fue director general Adjunto de las actividades de queso del grupo Lactalis en Europa.
Nombrado director general de Marie Brizard Wine &amp; Spirits el 5 de mayo del 2014, su principal misión era dar un giro al grupo y definir una nueva estrategia para volver a crecer. Reynaud reunió aun nuevo equipo directivo y, en diciembre de 2014, presentó el plan estratégico.
Poco después, en septiembre de 2016, anunció el final del proceso de recuperación del grupo MBWS, materializado la continuación de la compañía, 5 años antes de lo previsto inicialmente. Por ello, fue seleccionado para la final del Prix Ulysse 2017, que premia cada año el mejor cambio de rumbo empresarial.
En febrero de 2017, acompañó al primer ministro francés Bernard Cazeneuve a China, como parte de una delegación de líderes empresariales, y firmó un acuerdo de asociación con COFCO, el conglomerado alimentario chino. En marzo de 2018 fue sustituido, con carácter interino, por Benoît Hérault.
Posteriormente, Reynaud inició su etapa como Deputy Managing Director en Agro-Mousquetaires, del grupo empresarial Intermarche, donde estuvo hasta mayo de 2021. 
Finalmente, el empresario francés tomó la decisión de dedicarse plenamente a su ambicioso proyecto de Magellan&Cheers, el grupo inversor creado por Reynaud que tiene como objetivo la creación de una alianza de marcas icónicas de bebidas espirituosas con un denominador común: todas ellas son marcas artesanales, de calidad y con una historia de autenticidad. La misión de Magellan&Cheers es desarrollar el crecimiento de sus marcas y que puedan romper los techos de cristal al que se enfrentan, pero sobre todo perpetuar su saber hacer respetando sus identidades únicas.

## En los medios de comunicación
Convencido de que el éxito de una empresa puede depender de su comunicación, Jean-Noël Reynaud es invitado regularmente a programas de radio y televisión para explicar su exitosa estrategia al frente del grupo Marie Brizard Wine & Spirits, ,.
En 2017, comentó en CNN sobre la mejora del clima de negocios en Francia, a raíz de la elección del presidente de la República, Emmanuel Macron.
Jean-Noël Reynaud es miembro del Comité Sully, asociación para la promoción de la industria alimentaria francesa.

## Vida privada
Jean-Noël Reynaud es padre de dos hijos.
Deportista, practica boxeo regularmente y esquí.
Posee una pequeña explotación ganadera cerca de Grenoble, su región natal.